# Deszczowy żołnierz
Deszczowy żołnierz – polsko-niemiecki filmowy dramat obyczajowy z 1996 roku w reżyserii Wiesława Saniewskiego i na podstawie jego scenariusza.

## Zarys fabuły
28-letnia prokurator Anna (Antonina Choroszy) deszczową nocą jedzie samochodem autostradą. Jest zdenerwowana po kłótni z mężem i omal nie przejeżdża młodego mężczyzny (Mariusz Bonaszewski). Chłopak nie wie, kim jest i skąd wziął się w nocy na szosie. Ma przy sobie jedynie broń i kasztan. Jest przestraszony i zdezorientowany. Anna stara się poznać prawdę o mężczyźnie, by w ten sposób mu pomóc.

## Obsada
- Antonina Choroszy jako Anna Brodzka
- Mariusz Bonaszewski jako Witold Fogel
- Jan Nowicki jako Jan Szymański, ojciec Anny
- Łukasz Nowicki jako Jan Szymański w młodości
- Maciej Kozłowski jako pułkownik
- Artur Żmijewski jako Jerzy, mąż Anny
- Edwin Petrykat jako prokurator Jóźwiak
- Mariusz Sabiniewicz jako mistrz ceremonii na imprezie charytatywnej
- Wiesław Cichy jako kapitan Leszek Stec
- Ryszard Jabłoński jako ksiądz
- Mariusz Kilian jako strażnik
- Jacek Radziński jako żołnierz
- Renata Pałys
- Juliusz Rodziewicz jako mężczyzna na imprezie charytatywnej
- Tadeusz Szymków jako mężczyzna na imprezie charytatywnej

i inni

## Nagrody
- 1996: nagroda Fundacji Kultury Polskiej na Festiwalu Polskich Filmów Fabularnych w Gdyni dla Wiesława Saniewskiego
- 1997: Gold Star Award na WorldFest Independent Film Festival w Houston dla W. Saniewskiego
- 1997: nagroda za reżyserię dla W. Saniewskiego na WorldFest Independent Film Festival w Houston